# Cerkiew Narodzenia Najświętszej Marii Panny w Łasku
Cerkiew Narodzenia Najświętszej Marii Panny – nieistniejąca cerkiew prawosławna w Łasku. Została wzniesiona z inicjatywy naczelnika powiatu Bogdanowa.
Kamień węgielny położono 13 października 1901 w miejscu zajmowanym wcześniej przez wyburzony kościół świętej Anny (teren u zbiegu obecnych ulic Warszawskiej i 9 Maja). Po ewakuacji Rosjan w sierpniu 1914 r. obiekt stopniowo popadał w ruinę. W 1936 budynek cerkwi został wykupiony przez władze miasta i rozebrany w związku z budową pomnika niepodległości.